# Berdeniella schumpkanica
Berdeniella schumpkanica är en tvåvingeart som beskrevs av Vaillant och Joost 1983. Berdeniella schumpkanica ingår i släktet Berdeniella och familjen fjärilsmyggor. Inga underarter finns listade i Catalogue of Life.